# Elisabeth Schulz-Semrau
Elisabeth Schulz-Semrau, geborene Appe, (* 14. Juli 1931 in Königsberg (Preußen); † 10. September 2015 in Berlin) war eine deutsche Schriftstellerin.

## Leben und Wirken
Elisabeth Schulz-Semrau ist die Tochter eines Beamten, der bei ihrer Geburt fast 60 Jahre alt war. Ihre Mutter starb 1947 an einer schweren Krankheit. In Königsberg besuchte sie vier Jahre eine konfessionelle Grundschule und drei Jahre das Lyzeum, bis sie mit ihren Eltern 1945 nach Tangermünde in der Altmark flüchten musste. Dort verließ sie die Oberschule ohne Abschluss und studierte von 1948 bis 1949 am Lehrerbildungsinstitut Ludwigsfelde. Von November 1949 bis 1967 arbeitete sie als Lehrerin in Rangsdorf, vorwiegend für das Fach Deutsch und legte im Fernstudium an der Pädagogischen Hochschule Potsdam die 1. und 2. Lehrerprüfung ab. Als Leiterin des Dramatischen Zirkels begeisterte sie Jugendliche, aber auch Erwachsene aller Altersgruppen, für das Theaterspielen. Sie veröffentlichte Gedichte und nahm an poetischen Wettbewerben und Veranstaltungen teil. Von 1967 bis 1970 studierte sie am Literaturinstitut "Johannes R. Becher" in Leipzig. Danach war sie zwei Jahre freischaffend tätig. Von 1972 bis 1986 unterrichtete sie das Fach Prosa am Literaturinstitut und war als Dozentin tätig. Von 1986 bis 1990 ließ sie sich für vier Jahre vom Hochschuldienst beurlauben, um wieder freischaffend tätig zu sein.
Sie erhielt den Förderpreis des Mitteldeutschen Verlages und den Kunstpreis der Stadt Leipzig.
Elisabeth Schulz-Semrau war in zweiter Ehe mit dem Schriftsteller Max Walter Schulz verheiratet und hat zwei Söhne. Sie lebte in Berlin.

## Werke
- 1974: Jedes Leben hat auch seine Zeit. Mitteldeutscher Verlag, Halle (Saale) – Leipzig
- 1977: Ausstellung einer Prinzessin. Mitteldeutscher Verlag, Halle (Saale) – Leipzig
- 1979: Axel und der Maler Sim. Kinderbuchverlag Berlin
- 1981: Die Beurteilung. Mitteldeutscher Verlag, Halle (Saale) – Leipzig
- 1984: Suche nach Karalautschi. Mitteldeutscher Verlag, Halle (Saale) – Leipzig
- 1988: Liane und ihr Baby. Kinderbuchverlag Berlin
- 1990: Küchengespräche mit Frau L. Mitteldeutscher Verlag, Halle (Saale) – Leipzig
- 1990: Drei Kastanien aus Königsberg. Mitteldeutscher Verlag, Halle (Saale) – Leipzig
- 1995: Wer gibt uns die Träume zurück. Langen Müller Verlag, München
- 2002: Im Mantel von Allerleirauh. BS Verlag Rostock
- 2007: Gerda, das Nuschtchen. OsirisDruck Leipzig
- 2008: Elchritter. OsirisDruck, Leipzig